# پولادو هیل
پولادو هیل (به لاتین: Pelado Hill) یک کوه در کاستاریکا است که در استان گواناکاسته واقع شده‌است.